# Сентурион, Адриан Рикардо
Адриа́н Сентурио́н (исп. Adrián Ricardo Centurión; 19 января 1993, Авельянеда) — аргентинский футболист, полузащитник клуба «Велес Сарсфилд», выступающий на правах аренды за «Барракас Сентраль».

## Клубная карьера
Сентурион — воспитанник футбольной академии «Расинга» из Авельянеды. Тренер команды заприметил полузащитника в играх за резервную команду и в 2011 году заявил его за основу. 17 июня 2012 года в матче против «Атлетико Рафаэла» Адриан дебютировал в аргентинской Примере. 12 августа в поединке против «Аргентинос Хуниорс» Сентурион забил свой первый гол за «Расинг». После перехода в «Катанию» Лукаса Кастро, Сентурион окончательно стал футболистом основы.
В конце 2012 года появилась информация, что в услугах Адриана заинтересованы «Порту», «Бенфика», «Наполи» и «Манчестер Сити», но до конкретных предложений не дошло.
В январе 2013 года было сообщено о том, что российский «Анжи» договорился с «Расингом» о переходе Сентуриона. Называлась сумма трансфера — 7,5 млн евро, которые дагестанский клуб должен был выплачивать в рассрочку. Однако в «Анжи» аргентинский полузащитник так и не оказался. 2 сентября 2013 года в последний день трансферного окна Сентурион перешёл в итальянский «Дженоа» на правах аренды. 20 октября в матче против «Кьево» он дебютировал в итальянской Серии A. После окончания аренды Сентурион вернулся в «Расинг» и в том же году помог своей команде стать чемпионом Аргентины.
В начале 2015 года Адриан перешёл в бразильский «Сан-Паулу». Сумма трансфера составила 4 млн евро. 14 февраля в матче Лиги Паулиста против «Брагантино» он дебютировал за новую команду. В этом же поединке Сентурион забил свой первый гол за «Сан-Паулу». 17 мая в матче против «Понте-Прета» он дебютировал в бразильской Серии A. 2 июля в поединке против «Атлетико Паранаэнсе» Адриан забил свой первый гол за высшем дивизионе Бразилии. В матчах Кубка Либертадорес против уругвайского «Данубио» и «Крузейро» он забил по голу. В 2016 году в поединке Кубка Либертадорес против мексиканской «Толуки» Адриан сделал «дубль».
В летом 2016 года Сентурион вернулся на родину, подписав контракт с «Бока Хуниорс». 29 августа в матче против «Лануса» он дебютировал за новую команду. 25 сентября в поединке против «Кильмеса» Адриан забил свой первый гол за «Бока Хуниорс». В 2017 году он помог клубу выиграть чемпионат. Летом Адриан вернулся в «Дженоа», но не смог выиграть конкуренцию за место в основе, приняв участие всего в трёх играх. В начале 2018 году Сентурион вернулся в «Расинг». Сумма трансфера составила 3 млн евро. В матчах Кубка Либертадорес против «Крузейро» и «Васко да Гама» он отметился двумя мячами.

## Международная карьера
В декабре 2012 года Сентурион попал в заявку молодёжной сборной Аргентины на домашний молодёжный Кубок Америки. На турнире он сыграл в матчах против команд Чили, Парагвая и Боливии.

## Достижения
- Чемпион Аргентины (2): 2014, 2016/17